# 電子ビーム溶接

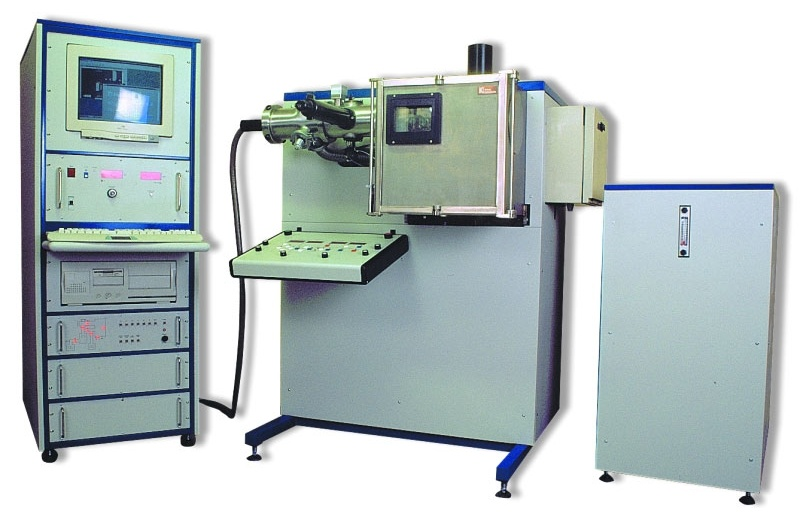
電子ビーム溶接機

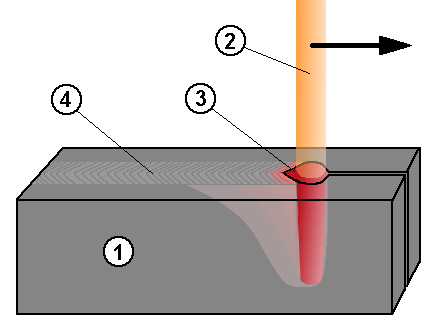
電子ビーム溶接の図。1:母材、2:電子ビーム、3:溶融池、4:溶接金属

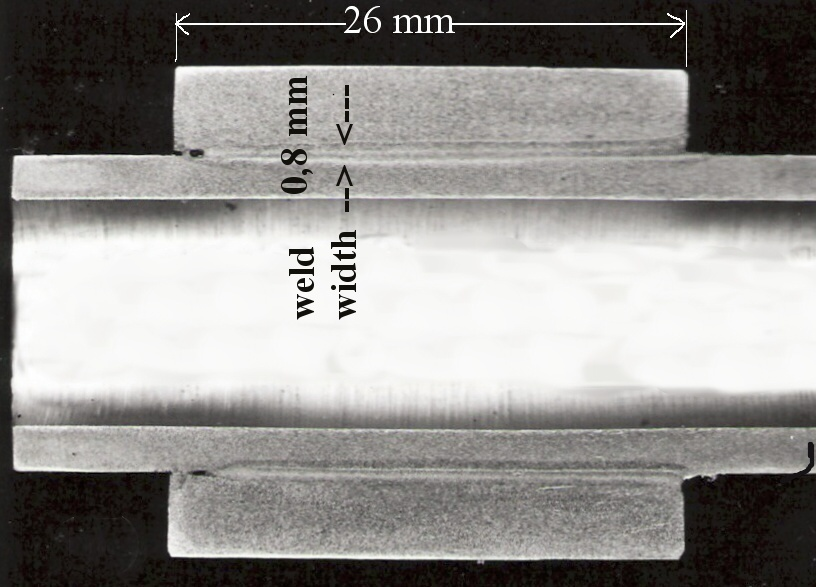
電子ビーム溶接した部材の断面図

電子ビーム溶接（でんしビームようせつ、英語: electron beam welding）とは、融接に分類される溶接の一種。真空中でフィラメントを加熱させ、放出された電子を高い電圧で加速させ、電磁コイルで収束させたうえで、母材に衝突させ溶接を行う方法である。

## 特徴
電子ビームを母料に衝突させて、その運動エネルギーが変換されて生まれた熱エネルギーにより溶接する方法である。長所としては、高真空中で溶接を行う為、大気の汚染がなく、薄板から厚板まで溶接が可能である。また、溶接部に加えられる入熱量が少ない為、溶接後の歪みが少なく、非常に深い溶け込みが得られる。短所としては、溶接装置が高価でX線の放射の問題がある。

## 溶接方法
高真空中でフィラメント電極から高速に加速された電子ビームを、集光レンズと呼ばれる電磁コイルで適切なサイズへ集束され、真空容器に入れられた母料に衝突させる。真空で溶接を行う為、真空容器にはのぞき窓、排気装置、材料を動かす為の接地された可動テーブルが取付けられている。